# Eugeen Dirckx
Eugeen Dirckx, alias Eugeen Thijs, (Lier, 9 september 1922 – Jette, 22 november 2010) was een Belgische verzetsstrijder en later collaborateur en Sicherheitsdienst-agent tijdens de Tweede Wereldoorlog.

## Biografie
Eugeen Dirckx volgde tot 1943 technisch onderwijs in Lier.
Dirkx was tussen 1939 en 1941 lid van de fascistische beweging Nationaal Legioen, een beweging die tijdens het uitbreken van de Tweede Wereldoorlog echter niet toetrad toe de collaboratie, maar het verzet in ging. 
In 1941 werd Dirckx kort aangehouden door de Feldgendarmerie. Hij werd hierna lid van de Nationale Koninklijke Beweging (NKB), een Rexistische verzetsbeweging die streed voor een autoritair regime dat zou geleid moeten worden door koning Leopold III van België. Dirckx verklaarde na de oorlog dat hij lid werd van de NKB omwille van zijn uitgesproken anticommunisme. In maart 1943 kwam de Felgendarmerie op het spoor van de Lierse afdeling van het Geheim Leger, dat nauw samenwerkte met het NKB. Tientallen mensen in de omgeving van Lier werden gearresteerd. Dirckx kon echter tijdig in Wallonië onderduiken. Een maand later was hij terug in Lier, en de lokale NKB-leider Gustave Van Boeckel, zou hem in contact brengen met de "groep Heymans", een communistische verzetsgroep die kort erop werd ontmaskerd door de Gestapo.
Dirkx werd gearresteerd op 5 mei 1943. Wilhelm von Hören, de lokale SIPO-SD-agent gaf Dirckx de keuze gedeporteerd te worden of mee te werken. Dirckx verklaarde na de oorlog dat hij pas tijdens zijn verhoren doorhad dat de "groep Heymans" communistisch was, en dat hij uit anticommunisme besloot zijn medeverzetsstrijders te verraden. Hij verklaarde na de oorlog dat hij enkel verklaringen zou hebben afgelegd over communistische verzetsgroepen, maar niet over de andere weerstandsbewegingen.
Dirckx was medeverantwoordelijk voor de arrestatie van Gustave Van Boeckel, de persoon die hem in contact had gebracht met de "groep Heymans". Dirckx vertelde de Gestapo dat Van Boeckel thuis werd gewaarschuwd telkens als een Gestapo-wagen Lier binnenreed, zodat hij niet gearresteerd kon worden. Van Boeckel en een andere verzetsman werden daarom met een list naar het gemeentehuis van Boechout gelokt, waar beiden werden gearresteerd. Bij Van Boeckel thuis werd later de ledenlijst van de lokale NKB meegenomen, wat leidde tot 94 arrestaties. Verzetsman Frederik Peltzer, bij wie een wapen werd gevonden, werd op 9 september geëxecuteerd. Een zestigtal andere gearresteerden werden vrijgelaten, dertig anderen werden naar concentratiekampen gedeporteerd, waarvan er elf de oorlog niet overleefden. Gustave Van Boeckel, grootvader van Bart Peeters, zou twee jaar lang gevangen zitten in verschillende Duitse concentratiekampen, waaronder Auschwitz. Dirckx was direct verantwoordelijk voor de arrestatie van Jules Draeyers, die uiteindelijk gefusilleerd zou worden.
Op 18 juni 1943 werd Maria Hermans gearresteerd nadat Dirckx haar op straat herkende als een van de personen die hem onderdak hadden gegeven tijdens zijn verzetsperiode. Dirckx vroeg hierop een ontmoeting met verzetsstrijders Frans Hermans en Leon Lommaert, die echter onraad roken en niet op de afspraak verschenen. Ze werden later alsnog gearresteerd in Mechelen en nadat Dirckx hen beiden herkende werden ze 'verscherpt verhoord' in het fort van Breendonk.
Na de oorlog werd Dirckx samen met twee andere collaborateurs (Emiel Thonon en Theodoor Verhulsdonck) voor de rechtbank gebracht. Dirckx werd veroordeeld tot een effectieve gevangenisstraf.
In 1958 werd amnestie verleend aan Dirckx door toenmalig minister van Justitie Pierre Harmel, tegen het advies in van de Consultatieve Commissie der Gevangenissen en tot ongenoegen van verenigingen van oud-strijders. Zijn vrijlating leidde in februari 1959 tot interpellaties in het parlement door de leden van Belgische Socialistische Partij. De linkse kranten Le Peuple en Volksgazet publiceerden artikels waarin de wandaden van Dirckx uitvoerig werden beschreven. Hun focus verschoof echter toen de ter dood veroordeelde Frans Daels op 26 februari terugkeerde naar België.